# Izra (Syrie)
Izra (en arabe: ازرع) est une bourgade du sud de la Syrie essentiellement peuplée de chrétiens située à 80 kilomètres au sud de Damas et à 37 kilomètres de la frontière jordanienne. Elle comprend environ 15 000 habitants. Elle dépend du gouvernorat de Deraa.

## Architecture

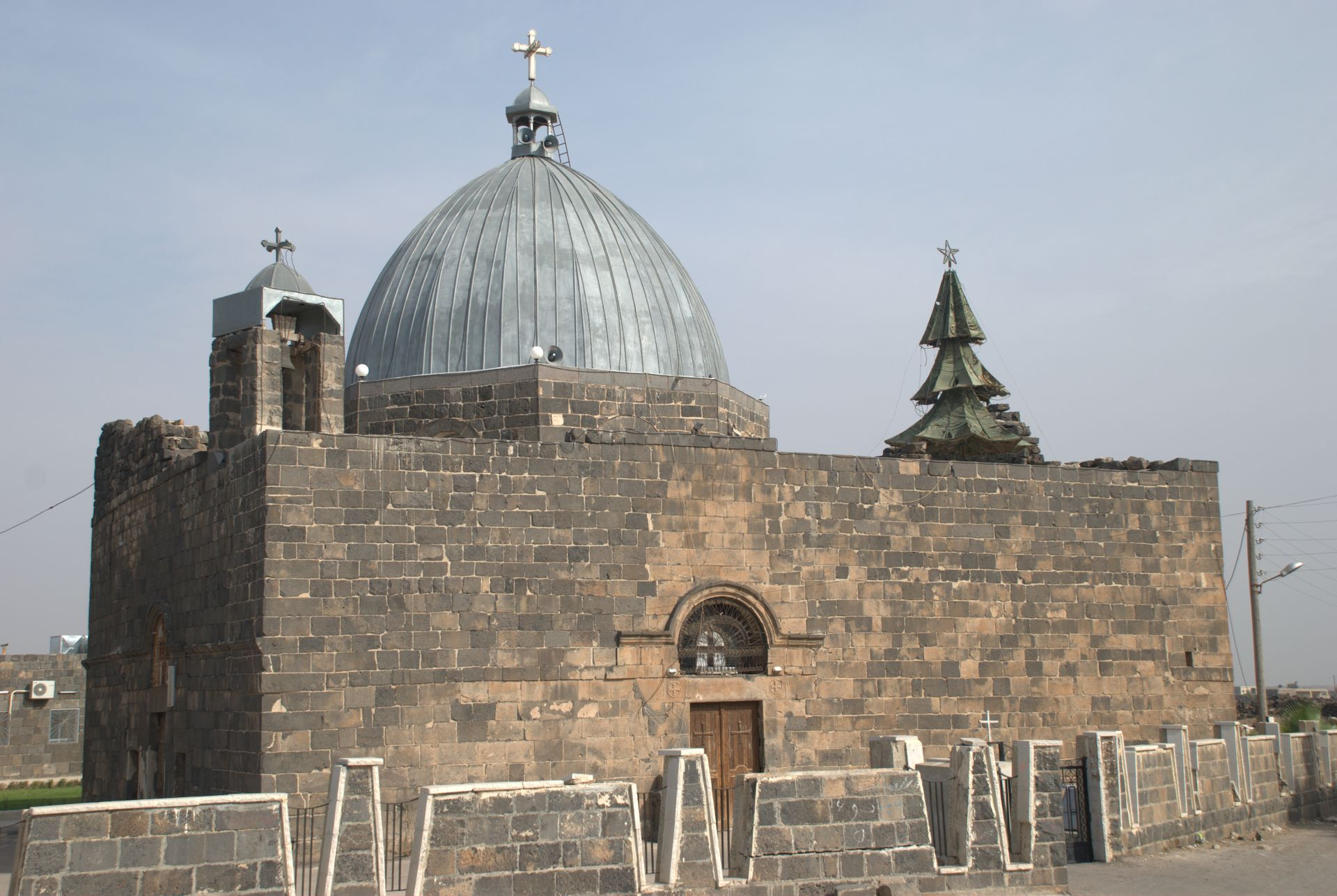
Vue de la basilique Saint-Georges du côté sud

Depuis sa fondation à l'époque romaine, la petite ville est construite de maisons en basalte noir. Il existe deux églises construites au VIe siècle (toujours en activité) et trois églises modernes. La plus ancienne est la basilique grecque-orthodoxe (antiochienne de rite byzantin et de langue arabe) Saint-Georges consacrée en 515 et construite à l'emplacement d'un ancien temple romain. C'est un centre de pèlerinage chrétien parmi les plus importants de Syrie.